# William Shimell
 (juillet 2019).
William Shimell, né le 23 septembre 1952  à Brentwood (Essex), est un chanteur d’opéra et acteur anglais.

## Biographie
William Shimell suit une formation de chanteur d'opéra avant de commencer une carrière parallèle au cinéma en 2010 dans Copie conforme d'Abbas Kiarostami.

## Chanteur d'opéra
D'une tessiture de baryton, William Shimell débute dans les années 1980 dans des opéras comme Rigoletto ou Christmas Carol. À l’aise dans tous les genres et époques de l'art lyrique, Shimell entame bientôt une carrière internationale de chanteur d'opéra. Il se produit à Paris, Genève, Zurich, Rome, Chicago, Tokyo ou Moscou. Ses interprétations les plus emblématiques sont La Bohème, Don Giovanni, Cosi fan tutte, Les Noces de Figaro, Madame Butterfly, Carmen ou encore la Neuvième symphonie de Beethoven. Le réalisateur iranien Abbas Kiarostami le met en scène comme au festival d'Aix-en-Provence dans Cosi fan tutte de Mozart en 2008 et le réalisateur autrichienien Michael Haneke au Teatro Real  en 2013 dans le même rôle.

## Filmographie

### Au cinéma
- 2010 : Copie conforme d'Abbas Kiarostami : James Miller
- 2012 : Amour de Michael Haneke : Geoff
- 2014 : Aloft de Claudia Llosa